# Municipio de Center (condado de Ottawa)
El municipio de Center (en inglés: Center Township) es un municipio ubicado en el condado de Ottawa en el estado estadounidense de Kansas. En el año 2010 tenía una población de 82 habitantes y una densidad poblacional de 0,89 personas por km².

## Geografía
El municipio de Center se encuentra ubicado en las coordenadas 39°4′0″N 97°46′13″O / 39.06667, -97.77028. Según la Oficina del Censo de los Estados Unidos, el municipio tiene una superficie total de 92.33 km², de la cual 92,16 km² corresponden a tierra firme y (0,18 %) 0,17 km² es agua.

## Demografía
Según el censo de 2010, había 82 personas residiendo en el municipio de Center. La densidad de población era de 0,89 hab./km². De los 82 habitantes, el municipio de Center estaba compuesto por el 98,78 % blancos, el 1,22 % eran de otras razas. Del total de la población el 3,66 % eran hispanos o latinos de cualquier raza.